# Mario Rojnić
Mario Rojnić (Frkeči kraj Barbana, 8. rujna 1938., - Pula, 19. listopada 1985.), hrvatski gospodarstvenik iz Pule, lokalni i republički politički dužnosnik, istaknuti promotor zavičajnih i istarskih vrijednosti

## Životopis
Rodio se u Frkečima kraj Barbana 1938. godine. Obnašao je mnoge dužnosti. Bio je direktorom puljskog Zavoda za ekonomiku, predsjednik privrednog vijeća Skupštine općine Pula, predsjednik Izvršnog vijeća Skupštine Općine, te ravnatelj Poslovne zajednice za vanjsku trgovinu GIO Export-Import iz Pule. Od 1968. do 1972. godine bio je zastupnikom privrednog vijeća Sabora SR Hrvatske. Predavao je na Višoj ekonomskoj školi u Puli te sudjelovao u radu znanstvenih skupova Susreti na dragom kamenu posvećenih Mati Baloti - Miji Mirkoviću.
Umro je 1985. godine u Puli. 9. rujna 2018. ispred novog sjedišta Općine Barban otkriveno mu je spomen poprsje.